# فرج الله صالح ديب
فرج الله صالح ديب (1943 - 15 تموز (يوليو) 2022)، هو كاتب وباحث لبناني، يعد من الباحثين المتخصصين في التاريخ القديم، ومن أبرز مؤلفاته: اليمن هي الأصل، والتوراة العربية وأورشليم اليمنية.

## النشأة والتعليم
فرج الله صالح ديب صالح من مواليد بلدة كفرشوبا (قضاء حاصبيا - جنوب لبنان) في العام 1943، نال بكالوريوس اجتماع عام 1968 من جامعة بيروت العربية، ودبلوم الدراسات العربية والإسلامية عام 1976 وماجستير في علم اجتماع التنمية عام 1979.
كتب بأسماء مستعارة في الصحف والمجلات اللبنانية منذ 1965 منها: فرج الله دياب، خلدون الخالد، خلدون بشار الخالد، صالح الشوباني، جرجي حنا، أيوب الأيوبي، فاء دال. وذلك في صحف: المحرر والسفير والحرية وملحق الأنوار والصياد وملحق النهار وبيروت المساء بين 1982 — 1992 ومجلات: دراسات عربية، مجلة الحداثة، الفكر العربي. شغل إلى جانب الكتابة منصب رئيس قسم خطوط التوتر العالي في كهرباء لبنان حتى أيار 2007.

## مؤلفاته
لفرج الله نحو أربعة عشر كتابًا، .منها:
- اليمن هي الأصل. الجذور العربية للأسماء، ط 2 – 2008 .[9]
- اليمن هي الأصل ج 2، معجم معاني وأصول أسماء المدن والقرى الفلسطينية.[10]
- التوراة العربية وأورشليم اليمنية، دار نوفل، بيروت.[10][11]
- كذبة السامية وحقيقة الفينيقية. دار نوفل، بيروت.[12][13]
- لبنان الثورات الفلاحية القرن التاسع عشر[14]
- المسيحية والمسيحيون العرب وأصول الموارنة. دار نوفل بيروت ط 2.[15]
- القرية وسوسيولوجيا الانتقال إلى السوق - دار الحداثة، بيروت 1981[16]
- المرأة العربية والإنتاج. نموذج المرأة الفلسطينية، بالاشتراك مع الشهيدة الراحلة نبيلة سلباق برير - دار الحداثة، بيروت[17]
- مزوقات من كلام العرب في اللغة الفرنسية، دار نوفل.
- الماركسية والتراث العربي الإسلامي، مناقشة لأعمال حسين مروة والطيب تيزيني، بالاشتراك مع آخرين
- معجم معاني وأصول أسماء المدن والقرى - 1991[18]
- حول أطروحات كمال الصليبي، التوراة جاءت من جزيرة العرب - دار الحداثة، بيروت[19][20]
- المقاطعات اللبنانية في ظل حكم الأمير بشير الشهابي الثاني ونظام القائمقاميتين[21]
- الثقافة الشعبية من بيروت إلى المحيط، دار نوفل، 2008[22]
- من البداية إلى التهجير، محطات تاريخية في نضال الشعب الأرمني، منشورات الحلقة الأدبية الأرمنية 1993، بيروت.
- لسان العروس، أسماء العشائر والمدن والقرى اليمنية ومعانيها، دار شرق — غرب — دبي، 2009.[23]
- اليمن وأنبياء التوراة - رياض الريس، بيروت 2012 [5]

## وصلات داخلية
- التوراة
- كمال الصليبي
- اليمن
- الثقافة الشعبية

## وصلات خارجية
- حفرت التوارة في عيني امل الجبوري الباحث اللبناني فرج الله ديب
- فرج الله ديب أنبياء اليهود أتوا من اليمن
- عودة الباحث فرج الله صالح ديب إلى تراب كفرشوبا عقود من الكدح الثقافي للتمييز بين التاريخ والأساطير